# المسانی، هدهاراموت
ال-مسانی، هدهاراموت یک منطقهٔ مسکونی در یمن است که در استان حضرموت واقع شده‌است.